# Cratere Kampot
Kampot  è un cratere sulla superficie di Marte.